# Boris Michajlov
Boris Petrovitj Michajlov, ryska: Борис Петрович Михайлов, född 6 oktober 1944 i Moskva, är en rysk före detta ishockeyspelare och lagledare. Han var högerforward i Sovjetunionens berömda förstakedja med Vladimir Petrov som center och Valerij Charlamov som vänsterforward. Michajlov vann 2 OS-guld och 8 VM-guld med Sovjet. Michajlov gjorde sammanlagt 169 poäng under sina VM-deltagande för Sovjetunionen, vilket är fler gjorda VM-poäng än någon annan spelare. 
Som rysk förbundskapten 1992–1996 vann han guld i VM 1993. Michajlov har erhållit Leninorden och togs 2000 upp i IIHF:s Hall of Fame.